# Planetary Resources

Logotipo da Planetary Resources.

A Planetary Resources, Inc. anteriormente conhecido como Arkyd Astronautics, é uma empresa formada em novembro de 2010, que foi reorganizado e rebatizado em 2012. Seu objetivo declarado é o de "expandir a base de recursos naturais da Terra", através do desenvolvimento e implementação de tecnologias de mineração de asteroides. Algumas fontes na empresa dizem que a Planetary Resources é a Arkyd Astronautics sob um novo nome, mas Eric Anderson (ex Space Adventures), uma cofundador, também disse que a Arkyd tornou-se uma subsidiária integral da Planetary Resources.

## Objetivos

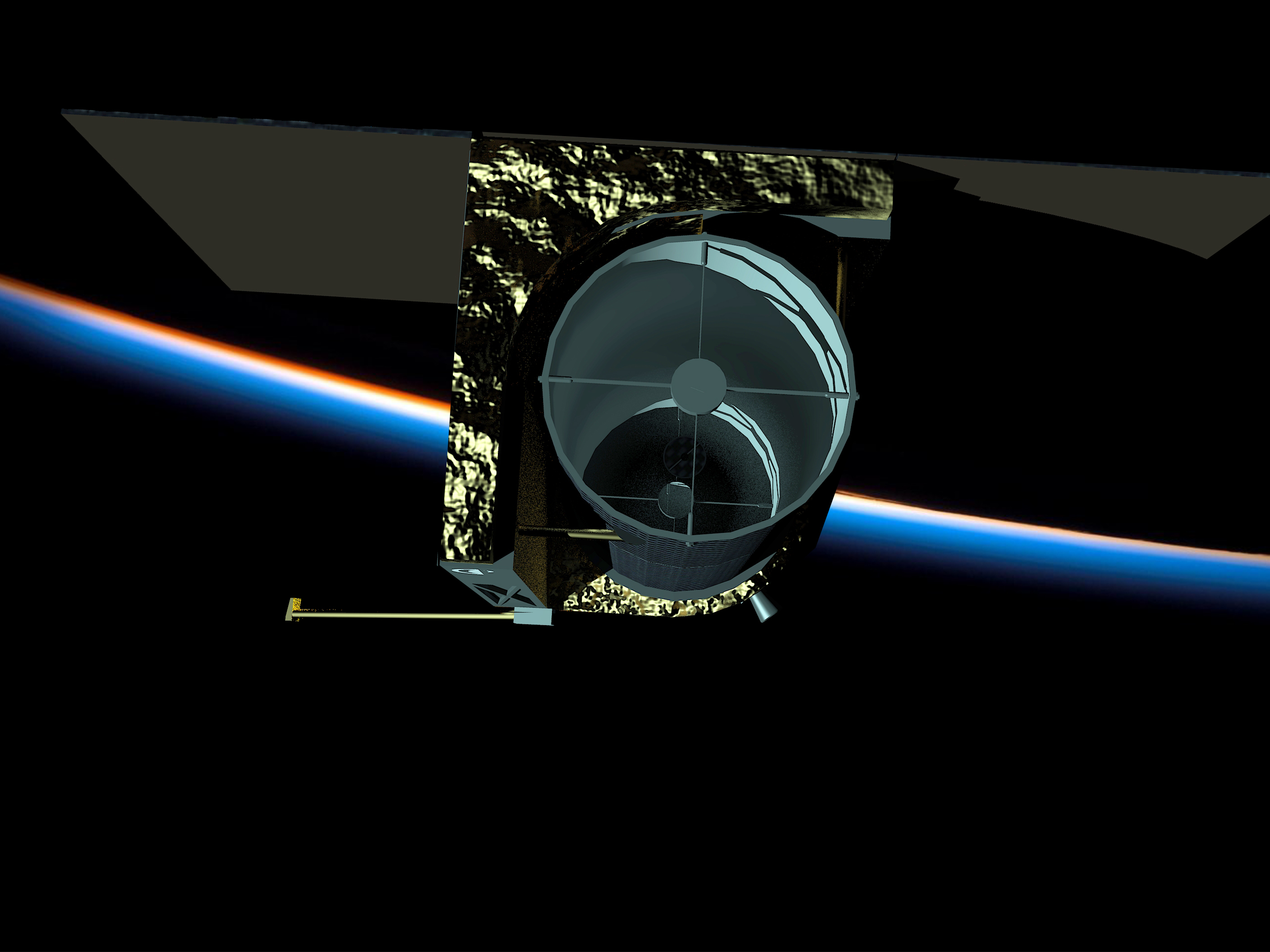
Impressão artística de um telescópio espacial Arkyd-100 em uma órbita terrestre baixa.

Embora, a meta de longo prazo da empresa é a mineração de asteroides, seus planos iniciais incluem o desenvolvimento de um mercado para pequenos telescópios espaciais (30-50 kg) reduzidos em custo tanto para a observação da Terra e astronomia. Estas naves espaciais, empregariam um sistema óptico-laser de comunicações em terra, para reduzir o volume e massa de carga útil em comparação com antenas RF convencionais. A implementação de tais telescópios orbitais é planejado como o primeiro passo para as ambições da empresa em mineração de asteroides. As capacidades dos telescópios espaciais que a Planetary Resources espera vender para os clientes podem ser utilizadas para explorar e analisar intensivamente os asteroides próximos da Terra.